# Igreja de Santo António (Nordestinho)

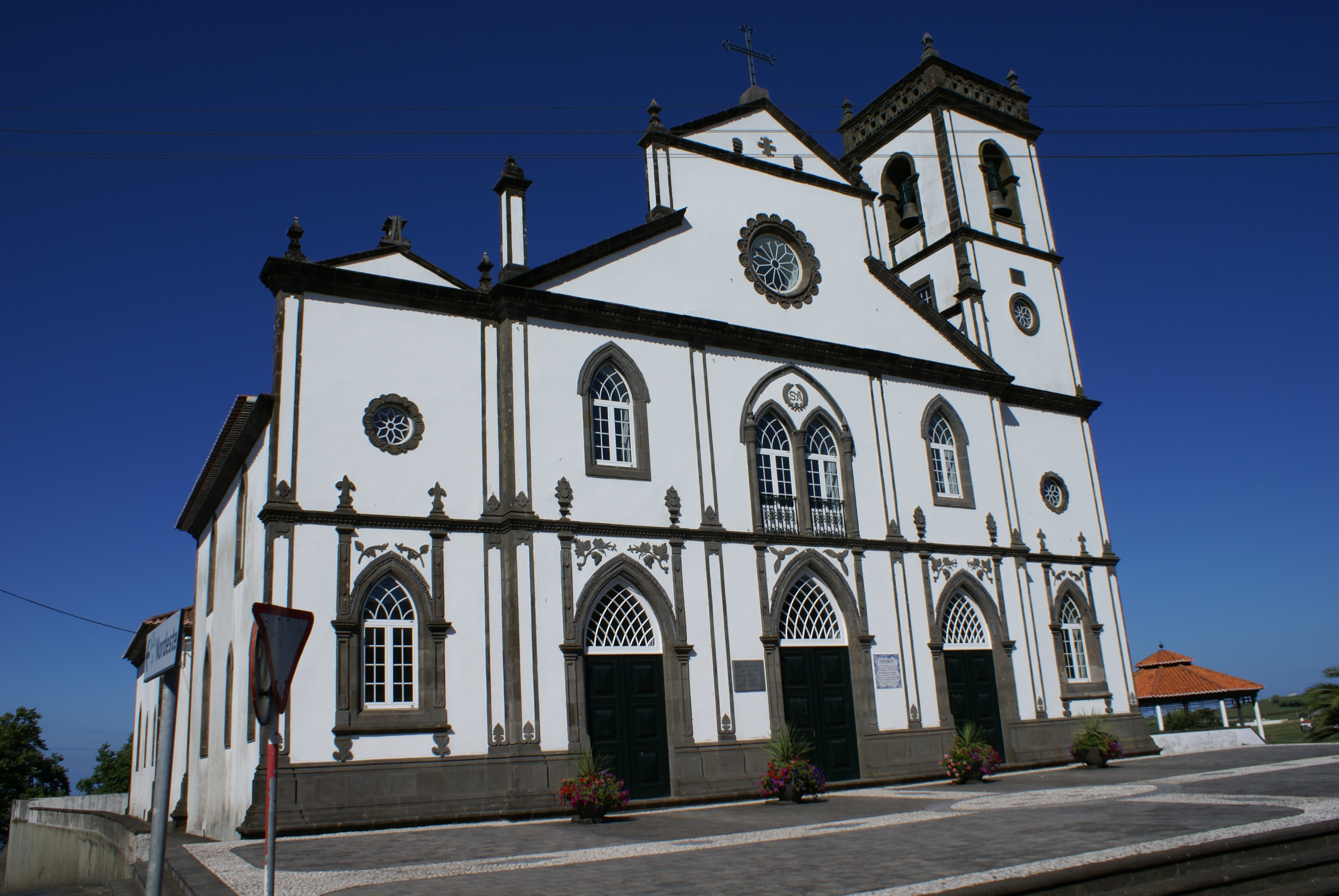
Igreja de Santo António do Nordestinho, fachada.

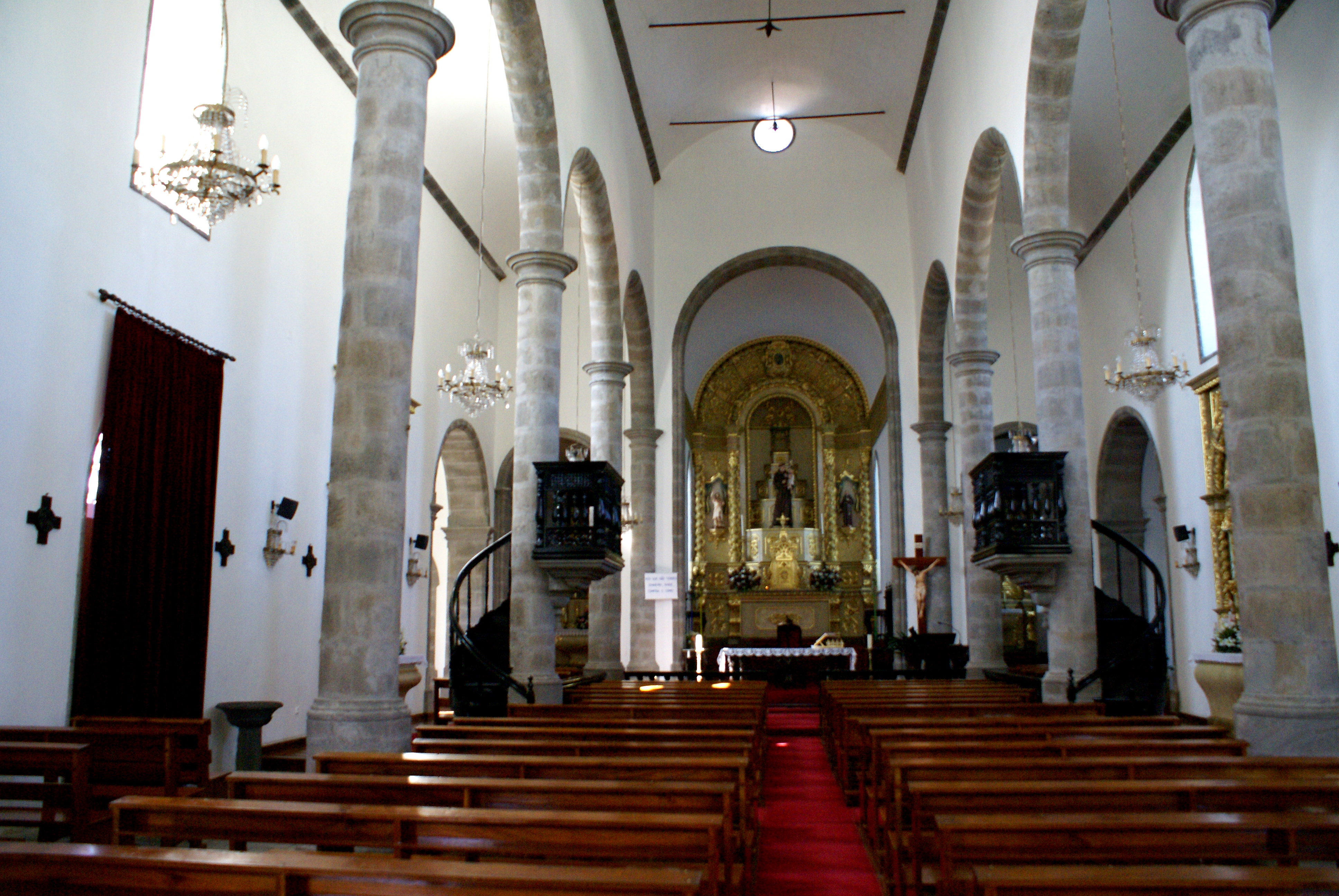
Igreja de Santo António do Nordestinho, nave.

A Igreja de Santo António na freguesia de (Santo António de Nordestinho) é um templo cristão português localizado em Santo António de Nordestinho(Açores), concelho do Nordeste, ilha de São Miguel, arquipélago dos Açores.
A actual igreja de Santo António de Nordestinho, na freguesia de Santo António de Nordestinho foi levantada em substituição de uma ermida, com a mesma invocação.
A respeito dessa antiga ermida, conhecem-se vários documentos. Todos  eles nos falam da sua pequenês para a população que servia, da distância a que o lugar de Santo António ficava da sede paroquial em São Pedro e da dificuldade que os habitantes tinham em vir ouvir missa à respectiva paroquial.
Embora possuidora de alguns bens que ficaram a constituir a respectiva fábrica, a pequena ermida fechou-se em 22 de Setembro de 1705. Este facto veio agravar ainda mais a situação religiosa da população local que, em 1774, tinha mais de 700 almas.
Os trabalhos preparativos para a nova igreja só começaram em 17 de Agosto de 1898, graças à iniciativa do Reverendo Padre Manuel Raposo.
Assim, foi este reverendo o grande impulsionador da obra. O povo do lugar participou,  na construção com todo o empanho. Homens e mulheres Ofereceram o seu trabalho,  partindo pedras,  carregando  materiais, emprestando Carros de Bois e animais, tudo fazendo ao som da Ave Maria dos Romeiros.
A construção, propriamente,  começou  em 9 de Junho de 1899. Foram as mulheres que abriram os alicerces. As madeiras foram quase todas oferecidas. Ao fim de 3 anos, a telha era posta e em 8 de Outubro de 1909 a igreja era finalmente benzida pelo Ouvidor do Nordeste. A torre só estaria completa anos depois.